# Ciutat de Barcelona 2001
Il Ciutat de Barcelona 2001 è stato un torneo di tennis facente parte della categoria ATP Challenger Series nell'ambito dell'ATP Challenger Series 2001. Il torneo si è giocato a Barcellona in Spagna dall'8 al 14 ottobre 2001 su campi in terra rossa.

## Vincitori

### Singolare
Konstantinos Economidis ha battuto in finale  Nicolas Coutelot con il punteggio di 7–6(4), 6–1

### Doppio
Juan Ignacio Carrasco /  Álex López Morón hanno battuto in finale  František Čermák /  David Škoch con il punteggio di 6–4, 6–1